# Kanaanäische und aramäische Inschriften
Il Kanaanäische und aramäische Inschriften (in italiano Iscrizioni cananaiche e aramaiche) è un corpus epigrafico della lingua semitica.
Il testo, pubblicato da Herbert Donner e Wolfgang Röllig, si compone di diversi volumi pubblicati tra il 1962 ed il 1964, aggiornati anche negli anni successivi.
| Controllo di autorità | VIAF (EN) 179374809 |